# 머리 로스바드
머리 뉴튼 로스바드(Murray Newton Rothbard, 1926년 3월 2일 ∼ 1995년 1월 7일)는 미국의 경제학자, 역사가, 정치이론가이다.
1926년 3월 2일 미국에서 태어났다. 미국 컬럼비아대학교를 졸업(수학 학사)하고, 동 대학원에서 경제학 석사·박사학위를 받았다. 1949년부터 자유지상주의(libertarianism)와 자유시장경제 관점에서 글을 발표하기 시작했다.
주요 저서로는 ≪인간, 경제, 국가(Man, Economy, and State)≫(1962), ≪미국의 대공황(America’s Great Depression)≫(1964) 등이 있다. 그는 오스트리아 경제학자로서 학파의 작업을 체계와 하는데 많은 공헌을 했다. 그는 또한 정치철학자, 법철학자, 경제역사학자, 방법론 연구자로서 업적을 남겼다.
1995년 1월 7일 당시 68세였던 머리 로스바드는 미국 뉴욕에서 심장마비로 사망했다. 생애 대부분을 우익 리버테리아니즘과 오스트리아 경제학파의 이론 구성에 몰두했던 로스바드는 사망 직전까지도 학문 활동과 저술을 활발히 이어가고 있었으며, 그와 관련된 지식인들과 학자들은 로스바드가 남긴 저술과 작업들을 기리며 애도를 표했다.
《인간 경제 국가》,《시장과 권력》,《자유의 윤리》등 그의 주요 저작은 오늘날에도 자본주의적 시장경제와 우파 리버테리아니즘 지지자들에게 중요한 참고서로 읽히고 있다. 또한 그가 생전에 깊이 관여했던 루드비히 폰 미제스 연구소는 그의 철학과 학문적 유산을 계승 발전시키는 중심 기관으로 남게되었다.

## 작품 목록
한국어로 번역된 책들
- 《인간 경제 국가》(Man, Economy, and State: A treatise on economic principles, 1962) ISBN 0-8147-5380-9 (3권에 해당하는 《시장과 권력 Power and Market》은 국내에 번역되지 않았다.)
- 《국가의 해부》(Anatomy of the State, 1974) ISBN 1933550481
- 《새로운 자유를 찾아서 : 자유지선주의 선언》(For a New Liberty: The Libertarian Manifesto, 1978) ISBN 0-02-074690-3
- 《자유의 윤리》(The Ethics of Liberty, 1982) ISBN 0391023713

## 비평
철학자 매트 즈볼린스키는 ≪자유의 윤리≫ 6장에서 자기 소유에 대한 로스바드의 논의가 "설명적 주장과 규범적 주장 사이의 근본적인 혼란에 기초하고 있다"고 적으면서 책을 비판했다.
미국의 철학자였던 존 호스퍼스는 그의 ≪자유의 윤리≫가 출간된 직후 그의 사상 전반에 대해 다양한 관점의 비판, 주장, 등 여러 생각이 담긴 종합적인 비평을 발표했다.
특이한 비평 중 하나로, 철학자 제임스 차일드(James Child)는 로스바드와 다른 비슷한 우파 리버테리안들이 기본원칙상으로 '사기'의 기준이나 개념을 일관되게 유지할 수 있는지에 대해 오랜 의문들을 정리하는 독특한 글을 썼고, 이후 이러한 관점은 여러 학자들에 의해 다루어지며, 논의되는 쟁점들에 관한 하나의 참고점이 되었다.

## 같이 보기
- 미국 철학
- 대안우파
- 아나르코자본주의